# 〈迷探偵黒彦〉シリーズ
『〈迷探偵黒彦〉シリーズ』（めいたんていくろひこシリーズ）は、椙本孝思による日本の推理小説のシリーズ。『迷探偵・白鷹黒彦の事件簿シリーズ』（めいたんてい・しらたかくろひこのじけんぼシリーズ）とも表記される。角川書店（現・KADOKAWA）より2007年9月から刊行されている。

## 概要
高校生・白鷹黒彦と犬神兄妹が遭遇する事件を描いたシリーズ。第2弾『天空高事件』までは単行本で刊行された後に文庫化されていたが、第3弾『露壜村事件』からは文庫書き下ろしとなっている。また、文庫版では第4作を除いて各巻にキャッチコピーが付けられている。

## 既刊紹介
魔神館事件 夏と少女とサツリク風景
単行本：2007年9月 角川書店 ISBN 978-4-04-873760-9 / 文庫本：2012年9月 角川文庫 ISBN 978-4-04-100440-1
シリーズ第1作。キャッチコピーは「“館ミステリ”への挑戦状」。
8月、父の知人の館の落成パーティーに呼ばれた白鷹黒彦は、外部との連絡手段を断たれた館での連続殺人事件に巻き込まれる。
天空高事件 放課後探偵とサツジン連鎖
単行本：2009年3月 角川書店 ISBN 978-4-04-873932-0 / 文庫本：2012年11月 角川文庫 ISBN 978-4-04-100527-9
シリーズ第2作。キャッチコピーは「“学園ミステリ”への挑戦状」。
9月、白鷹黒彦が通う天空高校で女子生徒が屋上から飛び降り自殺をする。自殺した生徒が所属していた探偵部は彼女は自殺ではないと考え、黒彦を巻き込んで調査を開始する。
露壜村事件 生き神少女とザンサツの夜
2013年1月 角川文庫 ISBN 978-4-04-100660-3
シリーズ第3作。キャッチコピーは「“村ミステリ”への挑戦状」。
1月、犬神の家を訪れた白鷹黒彦は、果菜から旅行中の清秀からの年賀状を見せられる。そこには年始の挨拶とともに、果菜に対して黒彦と一緒に露壜村（）に来るよう書かれた一文があった。黒彦は果菜と、清秀が待つ露壜村へ向かう。
幻双城事件 仮面の王子と移動密室
2014年10月 角川文庫 ISBN 978-4-04-101629-9
シリーズ第4作。
4月、高校3年生になった白鷹黒彦の元に幻双城城主から二世会開催の案内状が届く。幻双城に収蔵されている美術作品の制作者の子息子女を招待しているという。これまでの事件から、参加するか悩んでいた黒彦は犬神清秀に相談する。しかし、彼の元にもまた、黒彦と同じ案内状が届いていた。
未収録短編
- 失・恋手紙事件（初出：『小説屋sari-sari』2012年1月号、角川書店）
  - 時系列では第2作『天空高事件』と第3作『露壜村事件』の間の出来事。

## 登場人物
登場人物の年齢・学年は物語開始時のもの。第4作『幻双城事件』より進級している。
白鷹 黒彦（）
シリーズの主人公。天空高校の男子生徒。2年B組。16歳。父親は画家・白鷹武雄。5歳のときに両親は他界しており、叔父夫婦に育てられた。
犬神 清秀（）
世界最高の知性と呼ばれた天才。21歳。外出時は常に黒い山高帽と白衣を身に付けている。第2作『天空高事件』にて果菜の中学校編入の条件として天空高校非常勤講師となるが、第4作『幻双城事件』では再び無職になっている。
犬神 果菜（）
シリーズのヒロイン。清秀の妹。14歳。髪型はやや緑がかったショートヘア。性格は元気で明るく、初対面の人に対しても物怖じせず話しかける。
第2作『天空高事件』より天空中学校に編入する。中学2年生。
鶴原 三鳥（）

香具土 深良（）
明治・大正時代の西洋建築家。物語開始時点で故人となっている。生前は魔術の研究もしており、香具土が設計した建築物には何かしらの仕掛けが施されている。
黒彦たちが巻き込まれる事件のほとんどに関わっており、第1作と第2作の舞台である魔神館や天空高校を設計したのは彼である。第3作では杏紗がその名を利用する。第4作の舞台である幻双城は、彼の作風に似せて造られたものである。
犬神 杏紗（）
第3作『露壜村事件』より登場。清秀の妹で果菜の姉。初登場時は香具土神楽という偽名を名乗っていた。

## 用語
魔神館（）

天空高校（）
天空学園が運営する私立高校。隣には天空中学校がある。
露壜村（）

幻双城（）